# Радько Василь Іванович
Васи́ль Іва́нович Радько́  (*13 вересня 1959, Великий Самбір) — український політик. Директор Департаменту взаємодії з органами державної влади Секретаріату Уповноваженого Верховної Ради України з прав людини. Народний депутат України 2-го скликання.

## Біографія
Народився у селі Великий Самбір Конотопського району Сумської області у сім'ї залежного працівника колективного господарства, українця.
Закінчив Харківський інститут механізації та електрифікації сільського господарства (1976–1981) за спеціальністю інженер-механік, а також Національну юридичну академію України імені Ярослава Мудрого (1994–1999).
З 1981 року працював інженером-механіком у колгоспі «Імені XXI з'їзду КПРС» Конотопського району. У 1984 році став головним інженером, а вже у 1988 — секретарем організації комуністів у колгоспі Імені Ульянова Конотопського району.
У 1991 році став заступником голови колгосп-асоціації «Дептівська» Конотопського району, а з 1999 — начальник відділу роботи з органами державної влади та органами місцевого самоврядування Секретаріату Уповноваженого Верховної Ради України з прав людини.
Народний депутат України 2-го скликання з 1994 року, Кролевецький виборчий округ 351, Сумської області. У Верховній Раді секретар Комітету з питань державного будівництва, діяльності рад і самоврядування. Член фракції КПУ. На час виборів: колгосп-асоціація «Дептівська» Конотопського району, заступник голови. Державний службовець 1-го рангу.

## Особисте життя
Дружина Наталія Володимирівна (1966) — учитель, психолог; дочка — Валентина (1981); син — Віктор (1985); дочка — Наталія (1998).